# Jorge Swett
Jorge Swett Palomeque (Guayaquil, 6 de febrero de 1925, 24 de febrero de 2012) fue un muralista, pintor, abogado y escritor guayaquileño.

## Biografía
Jorge Swett nació en Guayaquil el 6 de febrero de 1925, hijo de Jorge Swett Coronel y Ángela Palomeque Gómez. Desde temprana edad dibujaba y acudía a diversas exposiciones, siendo a la edad de 15 años cuando tomó mayor importancia al arte gracias al estímulo de su profesor de historia, Carlos Zevallos Menéndez. Estudió en la Escuela Municipal de Bellas Artes y sus estudios superiores en la Escuela de Jurisprudencia y Ciencias Sociales de la Universidad de Guayaquil.
Fascinado por el arte para todo público, se inclinó por el muralismo, lo que lo llevó a realizar más de 100 murales en su ciudad natal durante su vida en instituciones como el Museo Municipal de Guayaquil, la Caja del Seguro Social, el antiguo aeropuerto Simón Bolívar, el Hospital del Niño, la Universidad Católica de Santiago de Guayaquil, el Puerto Marítimo, el Palacio de Justicia, Ecuavisa, entre otros.
Llegó a ser presidente de la Casa de la Cultura Ecuatoriana, núcleo del Guayas, y catedrático de la Universidad Católica de Santiago de Guayaquil, obtuvo la Medalla de Oro de la Municipalidad de Guayaquil, el Premio Nacional de Cultura Eugenio Espejo en el 2001 y también fue jurado de certámenes artísticos como el de su última participación como juez del Salón de octubre de 2011.
Publicó en 2001 un libro de relatos titulado «Ciertas partes de mi vida» y otro en 2010, que además contenía cuentos y poemas, titulado «La montaña y los recuerdos».
Murió el 24 de febrero de 2012 a las 13:00 de un paro cardíaco en la Clínica Kennedy de Guayaquil.

## Breve listado de obras

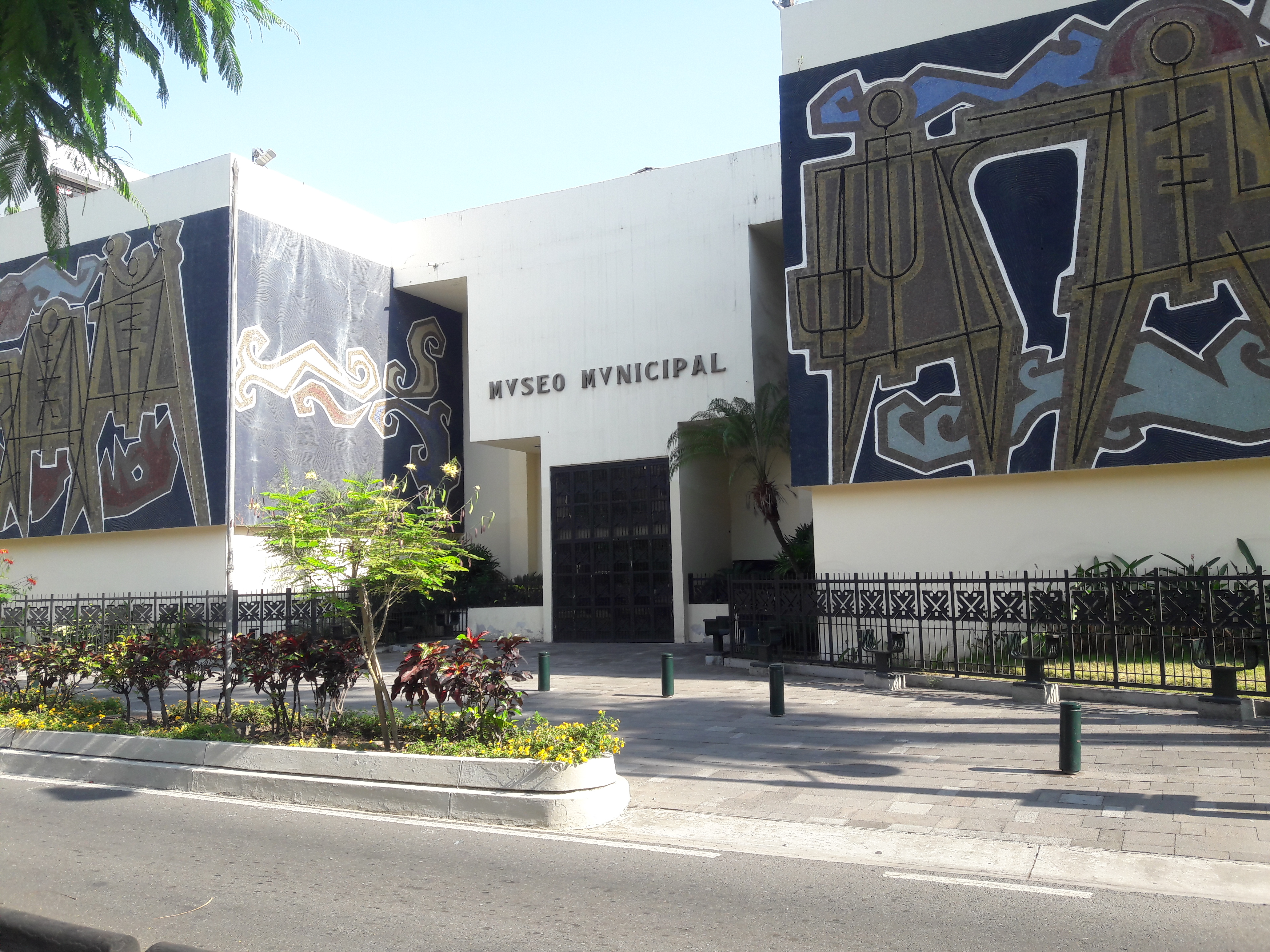
Museo Municipal de Guayaquil

Jorge Swett es uno de los muralistas más destacados de Ecuador. A lo largo de su vida realizó cerca de 90 murales. Algunos de ellos son:
- Mural del Centro Ecuatoriano Norteamericano
- Mural Cultura Manteño Huancavilca en el antiguo Aeropuerto Simón Bolívar
- Mosaico del edificio de aduanas
- Mosaico de la administración del Puerto Marítimo
- Mural del Cementerio General
- Mural del Hospital del Niño
- Mural del estación de Ecuavisa
- Mural del Museo Municipal de Guayaquil
- Cristo liberado